# Municipio de Blue Bayou
El municipio de Blue Bayou (en inglés: Blue Bayou Township) es un municipio ubicado en el condado de Howard en el estado estadounidense de Arkansas. En el año 2010 tenía una población de 103 habitantes y una densidad poblacional de 3,56 personas por km².

## Geografía
El municipio de Blue Bayou se encuentra ubicado en las coordenadas 33°52′25″N 94°0′28″O / 33.87361, -94.00778. Según la Oficina del Censo de los Estados Unidos, el municipio tiene una superficie total de 28.94 km², de la cual 28,92 km² corresponden a tierra firme y (0,07 %) 0,02 km² es agua.

## Demografía
Según el censo de 2010, había 103 personas residiendo en el municipio de Blue Bayou. La densidad de población era de 3,56 hab./km². De los 103 habitantes, el municipio de Blue Bayou estaba compuesto por el 88,35 % blancos, el 0,97 % eran afroamericanos, el 1,94 % eran amerindios, el 4,85 % eran de otras razas y el 3,88 % eran de una mezcla de razas. Del total de la población el 6,8 % eran hispanos o latinos de cualquier raza.